# Варлаам (Новгородский)
Епископ Варлаам (в миру Василий Тимофеевич Новгородский; 12 (24) апреля 1872, Тульская губерния — 30 января 1920) —  епископ Соликамский, викарий Пермской епархии Русской православной церкви.

## Биография
Из семьи псаломщика. По окончании в 1891 году Тульской духовной семинарии служил учителем в церковно-приходской школе в селе Новгородском Богородицкого уезда.
1 (13) октября 1892 года рукоположён во священника к церкви села Рудина Белёвского уезда. Овдовев, поступил 7 (20) февраля 1902 года в Белёвский Преображенский монастырь. Служил законоучителем в псаломщической школе при монастыре, был духовником Белёвского епархиального женского училища. В 1903 году поступил в Киевскую Духовную Академию, которую окончил в 1907 году со степенью кандидата богословия за сочинение «Идеалы, их происхождение, существенное содержание и осуществление».
21 ноября (4 декабря) 1904 года пострижен в монашество. 7 (20) сентября 1907 года назначен преподавателем гомилетики и соединённых предметов в Тифлисской Духовной Семинарии.
С 15 июня по 20 июля (2 августа) 1909 года — инспектор Холмской духовной семинарии. В апреле 1911 года назначен ректором Холмской духовной семинарии с возведением в сан архимандрита. В 1911—1914 годы — редактор «Холмской церковной жизни» и «Холмского народного листка». В 1913 году утверждён председателем Холмского Епархиального управления. 9 (22) сентября 1913 года утверждён в должности председателя Училищного Совета.
С 1914 года — ректор Екатеринославской духовной семинарии.
С 1915 года — ректор в Оренбургской духовной семинарии. В 1916—1917 годы — редактор «Оренбургских Епархиальных Ведомостей».

### Архиерейство
11 мая 1919 года по постановлению Высшего Временного Церковного Управления и с согласия Верховного правителя Российского государства адмирала А. В. Колчака определён к хиротонии во епископа Соликамского, викария Пермской епархии. Хиротонисан 15 июня 1919 года в Омске.
20 октября 1919 года назначен временным управляющим Пермской епархией.
Скончался 30 января 1920 года от тифозного отека легких. Местные власти, опасаясь обострения общественных отношений, разрешили похоронить его в склепе под собором. Погребен 2 февраля того же года.